# Мансур, Густаво
Густаво Мансур Агилар (исп. Gustavo Manzur Aguilar; 9 ноября 1959) — сальвадорский борец вольного и греко-римского стиля, участник двух летних Олимпийских игр.

## Спортивная биография
В 1984 году Мансур дебютировал на летних Олимпийских играх в американском Лос-Анджелесе. В соревнованиях по греко-римской борьбе сальвадорский борец выступил в категории до 62 кг. Соревнования проходили по системе до двух поражений. В первом раунде Мансур встретился со швейцарцем Хуго Диче. Уже через минуту после начала поединка бой был остановлен и за явным преимуществом победа была отдана Диче. Во втором раунде Мансур за 20 секунд уступил будущему чемпиону корейцу Ким Вонги. В соревнованиях по вольной борьбе Густаво боролся в категории до 68 кг. Первым соперником сальвадорца стал спортсмен из Индии Джагмандер Сингх, которому Мансур проиграл за 55 секунд. Во втором раунде Мансур встречался с немцем Эрвином Кноспом и по истечении 2:34 сальвадорцу было засчитано поражение за пассивность.
В 1987 году Мансур выступил на Панамериканских играх. И в вольной, и в греко-римской борьбе Густаво принял участие в соревнованиях в категории до 68 кг. В греко-римской борьбе сальвадорский борец занял 6-е место, а в вольной стал 8-м.
На летних Олимпийских играх 1988 года в Сеуле Мансуру было доверено право нести флаг своей страны на церемонии открытия. Как и четыре года назад Мансур выступил в двух видах борьбы. В первом раунде соревнований по греко-римской борьбе в категории до 68 кг сальвадорец потерпел поражение за пассивность от мароканца Саида Суакена. Второй раунд также не доставил Мансуру положительных эмоций. Через 55 секунд после начала поединка с будущим бронзовым призёром Игр финном Тапио Сипиля сальвадорскому борцу было засчитано поражение. В соревнованиях по вольной борьбе Густаво боролся в категории до 68 кг. В первом раунде Мансур уступил египтянину Эссаму Эль-Ходари, а во втором потерпел поражение от сирийца Амара Ваттара и выбыл из дальнейшей борьбы. В 1995 году Мансур второй раз выступил на Панамериканских играх и занял 8-е место в греко-римской борьбе в категории до 82 кг.